# Paths of Glory
Paths of Glory (bra Glória Feita de Sangue; prt Horizontes de Glória) é um filme norte-americano de 1957, do gênero drama de guerra, dirigido por Stanley Kubrick.
Foi indicado ao BAFTA de 1958 na categoria de melhor filme de qualquer origem.

## Sinopse
Durante a Primeira Grande Guerra, o general francês Paul Mireau ordena um ataque suicida contra os alemães e que resulta em tragédia. Para abafar sua participação no incidente, o general que ordenou o ataque atribui o fracasso a três soldados, que são julgados e condenados à morte. O Coronel Dax vai defendê-los no julgamento.

## Elenco
- Kirk Douglas — Coronel Dax
- Ralph Meeker — Capitão Philippe Paris
- Adolphe Menjou — General George Broulard
- George Macready — General Paul Mireau
- Wayne Morris — Tenente Roget
- Richard Anderson — Major Saint-Auban
- Timothy Carey — Soldado Maurice Ferol
- Bert Freed — Sargento Boulanger
- Joseph Turkel — Soldado Pierre Arnaud